# Bernard Andrès
Bernard Andrès (Belfort, 1941) è un compositore e arpista francese. Ha ampliato il repertorio per arpa e arpa celtica, sfruttando in particolare gli "effetti" che possono essere prodotti dalle diverse componenti di questi strumenti.

## Biografia
Nato a Belfort nel 1941, Bernard Andrès si è formato dapprima nei conservatori di Besançon e Strasburgo. Ha quindi studiato arpa al Conservatorio Nazionale di Musica di Parigi. Dopo un periodo di tre anni nella Musique de l'Air, entrò nell'Orchestre Philharmonique de Radio France come solista nel 1969. Registrò A Ceremony of Carols di Benjamin Britten, arrangiò e adattò la Berceuse (Op 56) e la Pavane di Fauré e adattò la sonata BWV 1033 attribuita a Johann Sebastian Bach. Dopo la pubblicazione dei pezzi per arpa Narthex e Parvis, è anche noto per le sue composizioni.

## Caratteristiche del lavoro

### Effetti sonori
Tecnicamente, le opere per arpa di Bernard Andrès usano effetti sonori caratteristici, prodotti sfruttando tutte le possibilità offerte dalle parti dello strumento. Quindi possiamo notare:
- Suoni xilofonici: o suoni marimba, come il compositore avrebbe preferito definirli.[5] La mano sinistra tiene le corde indicate vicino alla mensola, mentre la mano destra normalmente suona le note indicate. Il suono è più percussivo e morbido, come quello di una marimba.
- I suoni pizzicati: invece di essere prodotto da un solo dito che articola il movimento sulla corda, la nota è prodotta da due dita, il pollice e l'indice, che afferrano la corda pizzicandola (letteralmente) e tirandola indietro.
- Suoni armonici di quinta o dodicesima: invece di produrre suoni armonici nell'ottava, come nelle partiture classiche, lo strumentista "taglia" la lunghezza della corda con il bordo della mano più in alto sulla corda, per far sembrare il suono armonico un dodicesimo più alto della nota della corda.
- Il glissando del palmo sui fili delle corde più gravi, che sono appunto ricoperte da un filo d'acciaio. Questo è un effetto usato da Carlos Salzedo.
- Il tocco delle corde con il palmo, o al contrario i colpi di cluster su un insieme di corde.
- Vari colpi sulla mensola o sul corpo dell'arpa, con le unghie o le articolazioni, o ancora tramite la chiave per dell'accordatura.
- Il glissando attraverso le corde non all'altezza dove di solito suona ma tra le caviglie e i piroli che tendono le corde. Questo produce suoni acuti di tono basso.

### Influenze
Secondo l'arpista Isabelle Perrin, alla quale Bernard Andrès dedica le sue Danze d’Erzulie (per arpa, orchestra d'archi e percussioni), il compositore si inserisce nella tradizione della musica francese
 e le sue opere, che sono di fattura classica, o che perseguono la ricerca contemporanea, si attengono all'espressione di una melodia.

## Lavori
- data sconosciuta : Port-au-Prince, sestetto
- data sconosciuta : Duke, per arpa
- 1986 : Triforium
- 1993 : Le jardin des paons, duo di arpe
- 1994 : Navidad del Niño, per coro con voci uguali, flauto, chitarra per accompagnamento e percussioni
- 2000 : Les Danses d'Erzulie
- 2000 : Les îlets, per arpa e percussioni
- 2009 : Lamento
- 2010 : Un bal à la campagne, suite pour harpe
- 2012 : Calembredaine
- 2013 : Ganagobie, suite per l'arpa
- Le Seigneur des Amin, concerto per arpa e orchestra.